# Jestem po prostu...
Jestem po prostu... Nowe stare piosenki – solowy album polskiej wokalistki Krystyny Prońko, na który składają się polskie standardy z lat 50., 60. i 70. zaśpiewane przez artystkę w nowych aranżacjach.
Płyta CD została wyprodukowana i wydana w grudniu 2006 przez P.M. Krystyna Prońko (PMCD 008). Album promowały single „Dzisiaj nagle wymyśliłam ciebie" oraz „Pierwszy siwy włos" wydane przez tę samą wytwórnię.

## Muzycy
- Krystyna Prońko – śpiew
- zespół instrumentalny

## Lista utworów
Strona A
| 1.  | "Pierwszy siwy włos" (muz. Henryk Hubertus Jabłoński, sł. Kazimierz Winkler)                      |  |
|     |                                                                                                   |  |
| 2.  | "Gdy pójdę w drogę, wezmę z sobą księżyc" (muz. Mateusz Święcicki, sł. Jerzy Ficowski)            |  |
|     |                                                                                                   |  |
| 3.  | "Po prostu jestem" (muz. Adam Sławiński, sł. Wojciech Młynarski)                                  |  |
|     |                                                                                                   |  |
| 4.  | "Żółte kalendarze" (muz. Andrzej Korzyński, sł. Jerzy Miller)                                     |  |
|     |                                                                                                   |  |
| 5.  | "Gorącą nocą" (muz. Ryszard Sielicki, sł. Mirosław Łebkowski, Helena Kołaczkowska)                |  |
|     |                                                                                                   |  |
| 6.  | "Dookoła noc się stała" (muz. Adam Sławiński, sł. Agnieszka Osiecka)                              |  |
|     |                                                                                                   |  |
| 7.  | "Twoje powroty" (muz. Daniel Danielewski, sł. Zbigniew Kaszkur, Zbigniew Adrjański)               |  |
|     |                                                                                                   |  |
| 8.  | "Na deszczowe dni" duet ze Sławomirem Kornasem (muz. Wojciech Piętowski, sł. Jerzy Miller)        |  |
|     |                                                                                                   |  |
| 9.  | "Przyjdź w taka noc" (muz. Mateusz Święcicki, sł. Krzysztof Dzikowski)                            |  |
|     |                                                                                                   |  |
| 10. | "Dzisiaj nagle wymyśliłam ciebie" (muz. Jerzy Horwath, sł. Adam Kawa)                             |  |
|     |                                                                                                   |  |
| 11. | "Znad białych wydm" (muz. Marek Sart, sł. Andrzej Tylczyński)                                     |  |
|     |                                                                                                   |  |
| 12. | "Deszcz" duet ze Sławomirem Kornasem (muz. Władysław Szpilman, sł. Konstanty Ildefons Gałczyński) |  |
|     |                                                                                                   |  |
| 13. | "Złoty pierścionek" (muz. Jerzy Wasowski, sł. Roman Sadowski)                                     |  |
|     |                                                                                                   |  |